# غراهام نابير
غراهام نابير (6 يناير 1980 في المملكة المتحدة - ) (بالإنجليزية: Graham Napier)‏ هو لاعب كريكت نيوزلندي. لعب مع مومباي إنديانز ونادي مقاطعة ساسكس للكريكت ‏ وCentral Districts cricket team ‏ وEssex Cricket Board ‏ ونادي مارليبون للكريكت ‏ وWellington cricket team ‏.

## وصلات خارجية
- غراهام نابير على موقع إي آس بي آن كريك إنفو (الإنجليزية)